# Elsies Eventyr
Elsies Eventyr er en amerikansk stumfilm fra 1916 af James Kirkwood.

## Medvirkende
- Mary Miles Minter som Dulcie.
- Bessie Banks som Tante Emmie.
- Marie Van Tassell som Tante Netta.
- Harry von Meter som Jonas.
- Allan Forrest som Harry.